# ВТА турнири 2007 — појединачно
Женска тениска асоцијација (енгл. The Women's Tennis Association), познатија као ВТА (енгл. WTA) сваке године организује женске професионалне турнире следећих категорија: Гренд слем, турнир на крају сезоне (ВТА шампионат) и категорне турнире (Tier турнири) I, II, III и IV категорије.
Ово је преглед свих ВТА турнира 2007. у појединачној конкуренцији са победницама, њиховим противницама и резултатом финалног меча. Турнири исте категорије повезни су истом бојом.
| Датум    | Назив турнира                                 | Кате- горија             | Наградни фонд ($) | Подлога       | Победница                           | Финалиста                        | резултат         |
| 01/01/07 | АСБ класик Окланд, Окланд                     | IV                       | 145.000           | Тврда (от.)   | Јелена Јанковић · Србија            | Вера Звонарјова · Русија         | 7-6, 5-7, 6-3    |
| 01/01/07 | Mondial Australian Women's HC, Гоулд Коуст    | III                      | 175.000           | Тврда (от.)   | Динара Сафина · Русија              | Мартина Хингис · Швајцарска      | 6-3, 3-6, 7-5    |
| 08/01/07 | Мурила Хобарт интернешнл                      | IV                       | 170.000           | Тврда (от.)   | Ана Чакветадзе · Русија             | Василиса Бардина · Русија        | 6-3, 7-6         |
| 08/01/07 | Medibank International, Сиднеј                | II                       | 600.000           | Тврда (от.)   | Ким Клајстерс · Белгија             | Јелена Јанковић · Србија         | 4-6, 7-6, 6-4    |
| 15/01/07 | Отворено првенство Аустралије, Мелбурн        | Гренд слем               |                   | Тврда (от.)   | Серена Вилијамс · Сједињене Државе  | Марија Шарапова · Русија         | 6-1, 6-2         |
| 29/01/07 | Токио опен, Токио                             | I                        | 1.340.000         | Тепих (зат.)  | Мартина Хингис · Швајцарска         | Ана Ивановић · Србија            | 6-4, 6-2         |
| 05/02/07 | Open Gaz de France, Париз                     | II                       | 600.000           | Тепих (зат.)  | Нађа Петрова · Русија               | Луција Шафаржова · Чешка         | 4-6, 6-1, 6-4    |
| 05/02/07 | Патаја опен, Патаја                           | IV                       | 170.000           | Тврда (от.)   | Сибиле Бамер · Аустрија             | Жисела Дулко · Аргентина         | 7-5, 3-6, 7-5    |
| 12/02/07 | Proximus Diamond Games, Антверпен             | II                       | 600.000           | Тепих (зат.)  | Амели Моресмо · Француска           | Ким Клајстерс · Белгија          | 6-4, 7-6         |
| 12/02/07 | Бангалор опен Бангалор                        | III                      | 175.000           | Тврда (от.)   | Јарослава Шведова · Русија          | Мара Сантанђело · Италија        | 6-4, 6-4         |
| 19/02/07 | Куп Колсантитас, Богота                       | III                      | 175.000           | Земља (от.)   | Роберта Винчи · Италија             | Татјана Гарбин · Италија         | 6-7, 6-4, 0-3    |
| 19/02/07 | Дубаи опен, Дубаи                             | II                       | 1.500.000         | Тврда (от.)   | Жистин Енен · Белгија               | Амели Моресмо · Француска        | 6-4, 7-5         |
| 19/02/07 | Morgan & the Cellular South Cup, Мемфис       | III                      | 175.000           | Тврда (от.)   | Винус Вилијамс · Сједињене Државе   | Шахар Пер · Израел               | 6-1, 6-1         |
| 26/02/07 | Мексико опен, Акапулко                        | III                      | 180.000           | Земља (от.)   | Емил Лоа · Француска                | Флавија Пенета · Италија         | 7-6, 6-4         |
| 26/02/07 | Катар тотал опен, Доха                        | II                       | 1.340.000         | Тврда (от.)   | Жистин Енен · Белгија               | Светлана Кузњецова · Русија      | 6-4, 6-2         |
| 05/03/07 | Pacific Life Open, Индијан Велс               | I                        | 2.100.000         | Тврда (от.)   | Данијела Хантухова · Словачка       | Светлана Кузњецова · Русија      | 6-3, 6-4         |
| 19/03/07 | Мајами опен, Мајами                           | I                        | 3.450.000         | Тврда (от.)   | Серена Вилијамс · Сједињене Државе  | Жистин Енен · Белгија            | 0-6, 7-5, 6-3    |
| 02/04/07 | Bausch & Lomb Champ’s, Амелија Ајланд         | II                       | 600.000           | Земља (от.)   | Татјана Головин · Француска         | Нађа Петрова · Русија            | 6-2, 6-1         |
| 09/04/07 | Family Circle Cup, Charleston                 | I                        | 1.340.000         | Земља (от.)   | Јелена Јанковић · Србија            | Динара Сафина · Русија           | 6-2, 6-2         |
| 23/04/07 | Велика награда Будимпеште                     | III                      | 175.000           | Земља (от.)   | Жизела Дулко · Аргентина            | Сорана Крстеа · Румунија         | 6-7, 6-2, 6-2    |
| 30/04/07 | Есторил опен , Есторил                        | IV                       | 145.000           | Земља (от.)   | Грета Арн · Немачка                 | Викторија Азаренка · Белорусија  | 2-6, 6-1, 7-6    |
| 30/04/07 | J&S Cup, Варшава                              | II                       | 600.000           | Земља (от.)   | Жистин Енен · Белгија               | Аљона Бондаренко · Украјина      | 6-1, 6-3         |
| 07/05/07 | Qatar German Open, Берлин                     | I                        | 1.340.000         | Земља (от.)   | Ана Ивановић · Србија               | Светлана Кузњецова · Русија      | 3-6, 6-4, 7-6    |
| 07/05/07 | Праг опен, Праг                               | IV                       | 145.000           | Земља (от.)   | Акико Моригами Јапан                | Марион Бартоли Француска         | 6-1, 6-3         |
| 14/05/07 | Велика награда Марока, Рабат                  | IV                       | 145.000           | Земља (от.)   | Миларгос Секера · Венецуела         | Александра Вознијак · Канада     | 6-1, 6-3         |
| 14/05/07 | Internazionali d'Italia 2007, Рим             | I                        | 1.340.000         | Земља (от.)   | Јелена Јанковић · Србија            | Светлана Кузњецова · Русија      | 7-5, 6-1         |
| 21/05/07 | Истанбул куп, Истанбул                        | III                      | 200.000           | Земља (от.)   | Јелена Дементјева · Русија          | Араван Резај · Француска         | 7-6, 3-0 ab      |
| 21/05/07 | Internationaux de Strasbourg Стразбур         | III                      | 175.000           | Земља (от.)   | Анабел Медина Гаригес · Шпанија     | Амели Моресмо · Француска        | 6-4, 4-6, 6-4    |
| 28/05/07 | Отворено првенство Француске, Париз           | Гренд слем               |                   | Земља (от.)   | Жистин Енен · Белгија               | Ана Ивановић · Србија            | 6-1, 6-2         |
| 11/06/07 | Barcelona KIA, Барселона                      | IV                       | 145.000           | Земља (от.)   | Меган Шонеси · Сједињене Државе     | Едина Галович · Румунија         | 6-3, 6-2         |
| 11/06/07 | DFS Classic, Бирмингем                        | III                      | 200.000           | Трава (от.)   | Јелена Јанковић · Србија            | Марија Шарапова · Русија         | 4-6, 6-3, 7-5    |
| 18/06/07 | Ordina Open, Хертохенбос                      | III                      | 175.000           | Трава (от.)   | Ана Чакветадзе · Русија             | Јелена Јанковић · Србија         | 7-6, 3-6, 6-3    |
| 18/06/07 | International Women's Open, Истборн           | II                       | 600.000           | Трава (от.)   | Жистин Енен · Белгија               | Амели Моресмо · Француска        | 7-5, 6-7, 7-6    |
| 25/06/07 | Вимблдон                                      | Гренд слем               |                   | Трава (от.)   | Винус Вилијамс · Сједињене Државе   | Марион Бартоли · Француска       | 6-4, 6-1         |
| 16/07/07 | Синсинати опен, Синсинати                     | III                      | 175.000           | Тврда (от.)   | Ана Чакветадзе · Русија             | Акико Моригами · Јапан           | 6-1, 6-3         |
| 16/07/07 | Internationaux de Palermo Палермо             | IV                       | 145.000           | Земља (от.)   | Агнес Савај · Мађарска              | Мартина Милер · Немачка          | 6-0, 6-1         |
| 23/07/07 | Kitzbühel Cup                                 | III                      | 175.000           | Земља (от.)   | Франческа Скијавоне · Италија       | Ивона Мојзбургер Аустрија        | 6-1, 6-4         |
| 23/07/07 | Bank of the West Classic, Stanford            | II                       | 600.000           | Тврда (от.)   | Ана Чакветадзе · Русија             | Сања Мирза · Индија              | 6-3, 6-2         |
| 30/07/07 | Акјура класик, Сан Дијего                     | I                        | 1.340.000         | Тврда (от.)   | Марија Шарапова · Русија            | Пати Шнидер · Швајцарска         | 6-2, 3-6, 6-0    |
| 30/07/07 | Nordea Nordic Light Open, Стокхолм            | IV                       | 145.000           | Тврда (от.)   | Ањешка Радованска · Пољска          | Вера Душевина · Русија           | 6-1, 6-1         |
| 06/08/07 | JPMorgan Chase Open by Herbalife, Лос Анђелес | II                       | 600.000           | Тврда (от.)   | Ана Ивановић · Србија               | Нађа Петрова · Русија            | 7-5, 6-2         |
| 13/08/07 | Rogers Cup American Express, Торонто          | I                        | 1.340.000         | Тврда (от.)   | Жистин Енен · Белгија               | Јелена Јанковић · Србија         | 7-6(3), 7-5      |
| 20/08/07 | Forest Hills Women’s Tennis Classic           | IV                       | 74.800            | Тврда (от.)   | Жизела Дулко · Аргентина            | Виржини Рацано · Француска       | 6-2, 6-2         |
| 20/08/07 | Pilot Pen Tennis by Schick, Њу Хејвен         | II                       | 600.000           | Тврда (от.)   | Светлана Кузњецова · Русија         | Агнес Савај · Мађарска           | 4-6, 3-0 предаја |
| 27/08/07 | Отворено првенство САД, Flushing Meadows      | Гренд слем               |                   | Тврда (от.)   | Жистин Енен · Белгија               | Светлана Кузњецова · Русија      | 6-1, 6-3         |
| 10/09/07 | Wismilak International, Бали                  | III                      | 225.000           | Тврда (от.)   | Линдси Давенпорт · Сједињене Државе | Данијела Хантухова · Словачка    | 6-4, 3-6, 6-2    |
| 17/09/07 | Sunfeast Open, Калкута                        | III                      | 175.000           | Тврда (зат.)  | Марија Кириленко · Русија           | Марија Корицева · Украјина       | 6-0, 6-2         |
| 17/09/07 | Кина опен, Пекинг                             | II                       | 600.000           | Тврда (от.)   | Агнес Савај · Мађарска              | Јелена Јанковић · Србија         | 6-7, 7-5, 6-2    |
| 17/09/07 | Словенија опен, Порторож                      | IV                       | 145.000           | Тврда (от.)   | Татјана Головин · Француска         | Катарина Среботник · Словенија   | 2-6, 6-4, 6-4    |
| 24/09/07 | Guangzhou International Women’s Open          | III                      | 175.000           | Тврда (от.)   | Вирђини Рацано · Француска          | Ципора Обзилер · Израел          | 6-0, 6-3         |
| 24/09/07 | FORTIS Championships Luxembourg               | II                       | 600.000           | Тврда (зат.)  | Ана Ивановић · Србија               | Данијела Хантухова · Словачка    | 3-6, 6-4, 6-4    |
| 24/09/07 | Кореја опен, Сеул                             | IV                       | 145.000           | Тврда (от.)   | Винус Вилијамс · Сједињене Државе   | Марија Кириленко · Русија        | 6-3, 1-6, 6-4    |
| 01/10/07 | Porsche Tennis Grand Prix, Штутгарт           | II                       | 650.000           | Тврда (зат.)  | Жистин Енен · Белгија               | Татјана Головин · Француска      | 2-6, 6-2, 6-1    |
| 01/10/07 | Ташкент опен Ташкент                          | IV                       | 145.000           | Тврда (от.)   | Полин Парментије Француска          | Викторија Азаренка Белорусија    | 7-6, 6-2         |
| 01/10/07 | AIG Japan Open Tennis Champ’s, Токио          | III                      | 175.000           | Тврда (от.)   | Виржини Рацано Француска            | Винус Вилијамс Сједињене Државе  | 4-6, 7-6, 6-4    |
| 08/10/07 | Тајланд опен, Банкок                          | III                      | 200.000           | Тврда (от.)   | Флавија Пенета Италија              | Јинг Џан Чан Кинески Тајпеј      | 6-3, 6-1         |
| 08/10/07 | Куп Кремља, Москва                            | I                        | 1.340.000         | Carpet (int.) | Елена Дементјева Русија             | Серена Вилијамс Сједињене Државе | 5-7, 6-1, 6-1    |
| 15/10/07 | Цирих опен Цирих                              | I                        | 1.340.000         | Тврда (зат.)  | Жистин Енен · Белгија               | Татјана Головин · Француска      | 6-4, 6-4         |
| 22/10/07 | Generali Ladies Raiffeisenlandesbank, Линц    | II                       | 600.000           | Тврда (зат.)  | Данијела Хантухова Словачка         | Пати Шнидер Швајцарска           | 6-2, 6-4         |
| 29/10/07 | Bell Challenge, Квебек                        | III                      | 175.000           | Тврда (зат.)  | Линдси Давенпорт Сједињене Државе   | Јулија Вакуленко Украјина        | 6-4, 6-1         |
| 29/10/07 | Anda Open, Тел Авив                           | IV                       | 145.000           | Тврда (от.)   | није одржан                         |                                  |                  |
| 05/11/07 | ВТА шампионат, Мадрид                         | Завршно првенство сезоне | 3.000.000         | Тврда (зат.)  | Жистин Енен Белгија                 | Марија Шарапова Русија           | 5-7, 7-5, 6-3    |